# Rita Jeptoo Sitienei
Rita Jeptoo Sitienei (* 15. Februar 1981 in Kapsabet) ist eine ehemalige kenianische Langstreckenläuferin, die sich auf den Marathon spezialisiert hatte.

## Werdegang
Seit 2000 startete die aus dem Stamm der Nandi stammende Läuferin Rita Jeptoo Sitienei bei Straßenläufen vorwiegend in Italien. 2000 wurde sie Dritte bei Roma – Ostia und 2001 Vierte beim Udine-Halbmarathon. 2003 wurde sie Vierte beim Prag-Halbmarathon und stellte beim Südtiroler Frühlings-Halbmarathon einen Streckenrekord auf.
In der darauffolgenden Saison wechselte sie auf die Marathonstrecke und siegte beim Stockholm-Marathon und beim Mailand-Marathon. Außerdem gewann sie den Halbmarathonbewerb des Nairobi-Marathons.
2005 wurde sie Dritte beim Turin-Marathon, Siebte bei den Leichtathletik-Weltmeisterschaften in Helsinki und Zweite beim Delhi-Halbmarathon.
2006 gewann sie nach dem Paris-Halbmarathon den Boston-Marathon. Bei den Straßenlauf-Weltmeisterschaften in Debrecen über 20 km holte sie Bronze in 1:03:47 h hinter Lornah Kiplagat und Constantina Tomescu, die beide unter der alten Weltrekordzeit blieben, und beim New-York-City-Marathon wurde sie Vierte.
2007 gewann sie nach einem fünften Platz beim RAK-Halbmarathon den Lissabon-Halbmarathon. Einem vierten Platz in Boston, einem dritten beim Great Manchester Run und einem siebten beim Marathon der Weltmeisterschaften in Ōsaka folgte der Sieg beim Obudu-Berglauf. Im Jahr darauf wurde sie Dritte in Boston, siegte beim Great Wales Run und beim Portugal-Halbmarathon und wurde Vierte in New York City.
2013 lief sie als Dritte beim RAK-Halbmarathon in 1:06:27 h nicht nur persönliche Bestzeit, sondern die fünftschnellste Zeit einer Frau über diese Distanz.
Im gleichen Jahr gewann sie zum zweiten Mal den Boston-Marathon, für den sie 2:26:25 h benötigte. Beim Chicago-Marathon konnte sie ihre persönliche Bestzeit von 2:22:04 h, aufgestellt im Jahr 2012 an gleicher Stelle, um über zwei Minuten auf 2:19:57 h verbessern und markierte damit Weltjahresbestzeit.
2014 wurde sie beim RAK-Halbmarathon in 1:08:49 h Fünfte. Ihr erster Platz beim Boston-Marathon 2014 wurde ihr wegen Dopings aberkannt.

## Dopingsperre 2014
Ende September 2014 wurde Jeptoo bei einer Dopingkontrolle positiv auf die illegale Einnahme von Epo getestet.
Die damals 33-Jährige wurde dafür vom kenianischen Verband für zwei Jahre bis zum 29. Oktober 2016 gesperrt.
In der ARD-Dokumentation Geheimsache Doping: Im Schattenreich der Leichtathletik (2015) berichtete sie vom mangelhaften Anti-Doping-Kampf in Kenia.
Im Oktober 2016 erwirkte der Leichtathletikweltverband IAAF vor dem Internationalen Sportgerichtshof CAS wegen erschwerender Umstände eine Verlängerung von Jeptoos Sperre auf vier Jahre bis zum 30. Oktober 2018.
Die Siege beim Boston-Marathon und Chicago-Marathon 2014 wurden ihr aberkannt.

## Persönliche Bestzeiten
- 5000 m: 15:56,90 min, 19. Mai 2002, Pergine Valsugana
- 10.000 m: 33:23,04 min, 17. Juni 2005, Nairobi
- 10-km-Straßenlauf: 31:12 min, 8. Oktober 2006, Debrecen
- 20-km-Straßenlauf: 1:03:47 h, 8. Oktober 2006, Debrecen
- Halbmarathon: 1:06:27 h, 15. Februar 2013, Ras Al Khaimah
- Marathon: 2:19:57 h, 13. Oktober 2013, Chicago